# Cilunculus achelioides
Cilunculus achelioides is een zeespin uit de familie Ammotheidae. De soort behoort tot het geslacht Cilunculus. Cilunculus achelioides werd in 1991 voor het eerst wetenschappelijk beschreven door Stock. 